# Christoph Johannes Riggenbach
Christoph Johannes Riggenbach (* 8. Oktober 1818 in Basel; † 5. September 1890 ebenda) war ein Schweizer evangelischer Theologe, Hochschullehrer und Autor.

## Leben und Werk

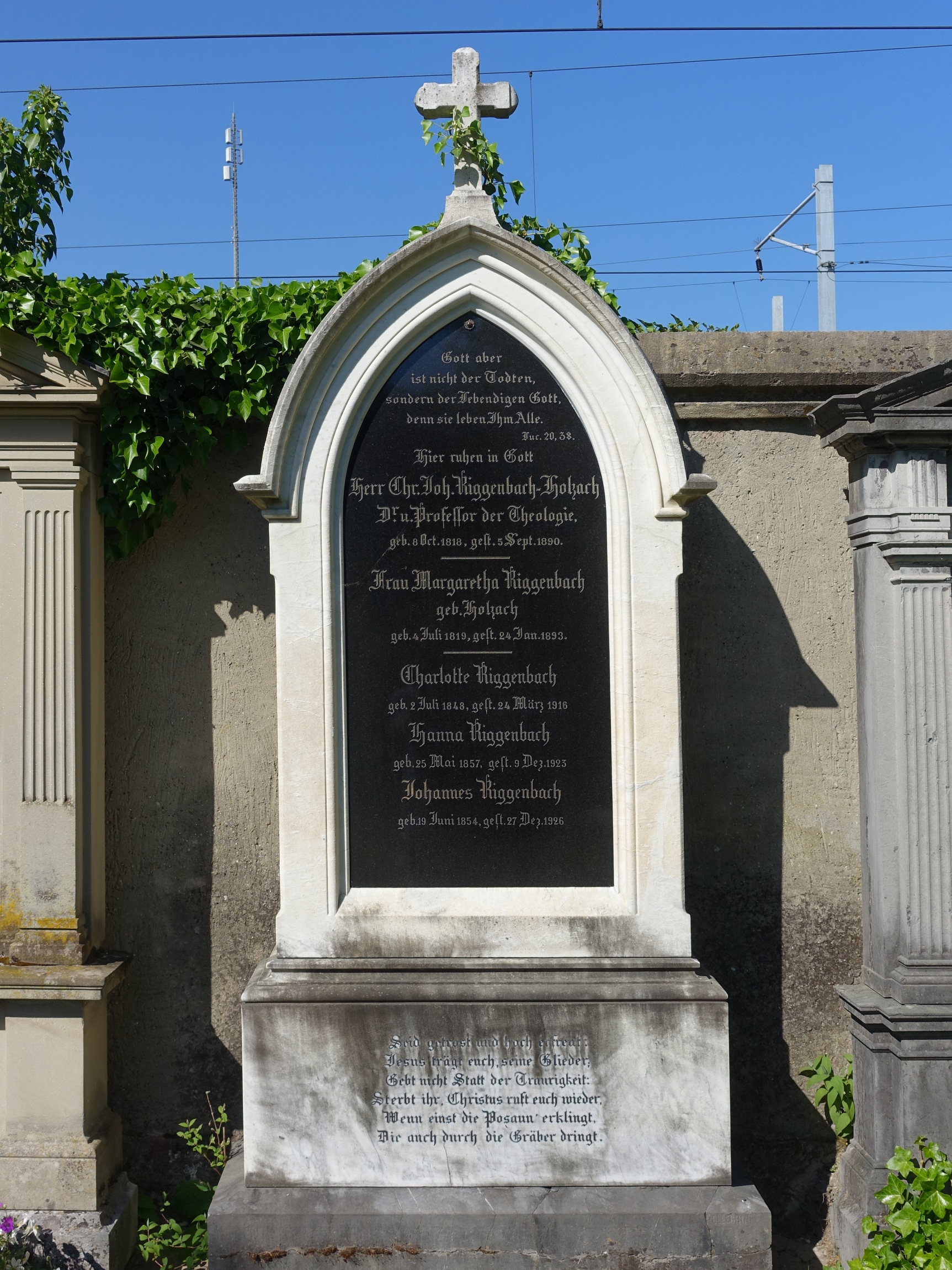
Familiengrab auf dem Wolfgottesacker in Basel

Riggenbach war der älteste Sohn des Bandfabrikanten, Bankiers und Politikers Johannes (1790–1859) und der Valerie Charlotte, geborene Huber (1795–1865). Sein Bruder war Friedrich Riggenbach (1821–1904). Seine Urenkelin Emma Charlotte Riggenbach (1898–1983) heiratete 1926 Hans Georg Wackernagel. Christoph Johannes Riggenbach heiratete 1843 Margaretha, geborene Holzach (1819–1893). Zusammen hatten sie sieben Kinder.
Riggenbach studierte 1838 nach einem abgebrochenen Medizinstudium Theologie an der Universität Basel, der Humboldt-Universität zu Berlin und der Universität Bonn. Nach einem Aufenthalt in Paris erfolgte 1842 seine Ordination. Von 1842 bis 1851 war Riggenbach Pfarrer in Bennwil und von 1851 bis 1890 Professor für Dogmatik und Neues Testament an der Universität Basel. 1854 war er deren Rektor. Die Universität Basel verlieh Riggenbach den Ehrendoktor.
Riggenbach gab 1867 die Zeitschrift Der Kirchenfreund heraus. Zudem war er ein Mitbegründer des positiven Evangelisch-kirchlichen Vereins. Von 1874 bis 1880 war Riggenbach Präsident des Beuggener Komitees und von 1878 bis 1890 der Basler Missionsgesellschaft. Als Riggenbachs Hauptwerk gelten die Vorlesungen über das Leben des Herrn Jesu von 1858. Riggenbach fand seine letzte Ruhestätte auf dem Wolfgottesacker in Basel.
Riggenbach schrieb auch einige Lieder, wovon das Lied Danket Gott, denn er ist gut im Evangelischen Gesangbuch unter der Nummer 301 und im Gotteslob unter der Nummer 402 vertreten ist.